# Гражините-Тила, Мирга
Мирга Гражините-Тила (лит. Mirga Gražinytė-Tyla; род. 1986, Вильнюс) — литовский дирижёр. Лауреат Национальной премии Литвы по культуре и искусству (2018).
Представитель третьего поколения музыкантов, дочь пианистки Сигуте Гражинене и хорового дирижёра Ромуальдаса Гражиниса, внучка известного в Литве музыкального педагога Беаты Василяускайте-Шмидтене. В детстве занималась живописью, училась в Национальной школе искусств имени Чюрлёниса. В 11 лет переключилась на занятия музыкой, выбрав единственную доступную для начала обучения в этом возрасте специальность хорового дирижёра. Окончила Университет музыки и театра Граца (2007), училась также в Цюрихской высшей школе музыки у Иоганнеса Шлефли, в Лейпциге и Болонье.
В 2011 г. заняла должность второго капельмейстера в Гейдельбергской опере, затем в 2013—2014 гг. первый капельмейстер Бернской оперы. В 2012 г. дебютировала за пультом Лос-Анджелесского филармонического оркестра, с 2014 г. дирижёр-ассистент; критика хорошо приняла её работу по расширению репертуара, включая произведения Моисея Вайнберга. С 2015 года музыкальный руководитель Зальцбургского земельного театра, с большим успехом дебютировала «Волшебной флейтой» Вольфганга Амадея Моцарта. В феврале 2016 года подписала контракт на должность музыкального руководителя Бирмингемского городского симфонического оркестра.
В 2018 году награждена рыцарским крестом ордена «За заслуги перед Литвой».